# 公開自殺宣言
『公開自殺宣言』（こうかいじさつせんげん）は、ハイテクノロジー・スーサイドの2ndアルバム。オリジナル版、再発版ともにジャケット画は根本敬。

## 解説
愛と自殺をテーマとして前作『スクリーミング菩薩D.J.』からわずか半年というペースでリリースされ、当初はアリスの『帰らざる日々』のカバーを入れる考えもあった。
「ハイテク通信」によるとクレジットが無い14曲目は、インドの秘境に伝わる聴くと死にたくなる呪文とのこと。

## 収録曲
1. SM拷問441
　（作詞：MEGA←CRAZY→SKB / 作詞・作曲：MINATO441S.M）
2. 公開自殺宣言
　（作詞：MEGA←CRAZY→SKB / 作詞・作曲：MINATO441S.M）
キチガイのテロリストがテーマ。2001年にアメリカ同時多発テロ事件が発生した時には、まるで予言したかのような内容に驚かされた。ライブの定番となっているハイテクの代表曲で、活動停止直前に発表されたファンへのアンケート結果では好きな曲1位だった。
3. 骨
　（作詞：MEGA←CRAZY→SKB / 作詞・作曲：MINATO441S.M）
ソノシートにも収録されたハイテクの代表曲でライブの定番。ライブでは"オマエと骨になりたい"のフレーズでクレイジーとオーディエンスが一斉にお互いを指差すのがお約束。筒井康隆の小説と東京・埼玉連続幼女誘拐殺人事件の宮﨑勤がモチーフ。「ハイテク通信」によると活動停止当時MINATOのハイテクベスト・ソングだった。
4. 愛のカニバリズム
　（作詞：MEGA←CRAZY→SKB / 作詞・作曲：MINATO441S.M）
佐川一政のパリ人肉事件がモチーフ。
5. 自殺まで45秒
　（作詞：MEGA←CRAZY→SKB / 作詞・作曲：MINATO441S.M）
3rdシングル『ヘッドバンギング・エイリアン』に収録されていた『DX-α』のタイトルを変えてアレンジしたもの。曲名は沢田研二の『背中まで45分』のパロディーでタイトル通り収録時間45秒。
6. 屍
　（作詞：MEGA←CRAZY→SKB / 作詞・作曲：MINATO441S.M）
7. 自殺未遂
　（作詞：MEGA←CRAZY→SKB / 作詞・作曲：MINATO441S.M）
8. 死体が捨テラレナイ
　（作詞：MEGA←CRAZY→SKB / 作詞・作曲：MINATO441S.M）
タイトルは、テレビドラマ世にも奇妙な物語の第7話『死体くさい』と、第8話『ゴミが捨てられない』を合成させたもの。
9. 骨まで薬師如来
　（作詞：MEGA←CRAZY→SKB / 作詞・作曲：MINATO441S.M）
10. 父母絶叫!!
　（作詞：MEGA←CRAZY→SKB / 作詞・作曲：MINATO441S.M）
11. 自殺ノススメ(地獄へのパスポート)
　（作詞：MEGA←CRAZY→SKB / 作詞・作曲：MINATO441S.M）
12. DIE×DIE＝16
　（作詞：MEGA←CRAZY→SKB / 作詞・作曲：MINATO441S.M）
シブがき隊のデビュー曲『NAI・NAI 16』のパロディー。
13. 飛び降りマッハGO!GO!
　（作詞：MEGA←CRAZY→SKB / 作詞・作曲：MINATO441S.M）

## 参加ミュージシャン
- MEGA←CRAZY→SKB - ボーカル
- MINATO441S.M - ギター
- ツージィ"Q"コリンズ - ベース&ソウル
- プロレタリアート本間 - コンピュータ プログラミング
- ムタ マサヒロ - ドラムス
- NORIKO UKETA - オペラ